# Profilizenz
Die Profilizenz ist die umgangssprachliche Bezeichnung der durch einen Verband erteilten Erlaubnis, einen Sport beruflich auszuüben. Die nachfolgende Beschreibung bezieht sich auf die im deutschen Profifußball gültigen Lizenzen.

## Für Spieler – Definition
Gemäß § 8 Abs. 3 der Spielordnung des Deutschen Fußball-Bundes (DFB) wird ein Vertragsspieler zu einem Lizenzspieler, wenn er das Fußballspiel aufgrund eines mit einem Lizenzverein oder einer Kapitalgesellschaft geschlossenen schriftlichen Vertrages betreibt und durch Abschluss eines schriftlichen Lizenzvertrages mit dem Ligaverband zum Spielbetrieb zugelassen ist.
Gleichlautend ist die Definition der Deutschen Fußball Liga (DFL), die vom DFB beauftragt wurde, den Spielbetrieb der Ligen zu organisieren: Lizenzspieler ist, wer das Fußballspiel aufgrund eines mit einem lizenzierten Verein oder einer lizenzierten Kapitalgesellschaft geschlossenen schriftlichen Vertrages betreibt und durch Abschluss eines schriftlichen Lizenzvertrages mit der DFL zum Spielbetrieb zugelassen ist. Er ist Vertragspartner besonderer Art eines von der DFL lizenzierten Vereins oder einer von der DFL lizenzierten Kapitalgesellschaft. (Präambel, Absatz 3)

## Erwerb
Gemäß § 1 der Lizenzordnung erhält der Spieler die Lizenz durch einen Vertrag mit der DFL. Durch Abschluss dieses Lizenzvertrages erhält der Spieler den Status eines Lizenzspielers und damit die Berechtigung, als Spieler bei einem Verein der Lizenzligen an den Spielveranstaltungen teilzunehmen.

## Voraussetzungen
Zu den Voraussetzungen gehört neben einem abgeschlossenen Lizenzvertrag mit der DFL auch ein Vertrag mit einem lizenzierten Club. Weitere Voraussetzungen sind unter anderem das vollendete 18. Lebensjahr, die nachgewiesene Sporttauglichkeit sowie für Spieler, die nicht den EWR-Staaten angehören, der Nachweis einer gültigen Aufenthaltserlaubnis. Gemäß § 1 der Lizenzordnung wird ein Arbeitsverhältnis zwischen DFL und Spieler damit nicht begründet. Die Lizenz wird unbefristet erteilt, kann aber erlöschen, unter anderem, wenn ein Spieler ins Ausland wechselt.

## Folgen
Eine erteilte Lizenz ist faktisch die Grundlage zur Erlangung der Spielberechtigung. Weitere Pflichten des Spielers leiten sich daraus ab, wie zum Beispiel verschiedene Bestimmungen zum Vereinswechsel.

## Definition für Vereine
Zur Teilnahme am Spielbetrieb der Bundesliga oder 2. Bundesliga benötigt ein Verein neben der sportlichen Qualifikation, eine Lizenz, die gleichbedeutend ist mit einer Teilnahmeberechtigung. Die DFL tritt als die vom DFB beauftragte Veranstalterin auf. Die Wettbewerbe zur Ermittlung des Fußballmeisters der 1. und 2. Bundesliga werden dabei als Vereinseinrichtungen des DFB definiert.

## Erwerb
Vor Benutzung der Vereinseinrichtungen muss eine Lizenz vorliegen, die die Vereine durch einen Vertrag mit der DFL erhalten können. Der Vertrag regelt unter anderem die verbindliche Unterwerfung unter die Satzung, Richtlinien und Durchführungsbestimmungen der DFL und des DFB. Um eine Lizenz bewerben können sich Vereine, die am Spielbetrieb der Bundesliga, 2. Bundesliga oder 3. Liga teilnehmen.

## Voraussetzungen
Neben verschiedener formaler Kriterien, die die schriftliche Bewerbung erfüllen muss, wird unter anderem die wirtschaftliche Leistungsfähigkeit sowie sportliche, administrative und infrastrukturelle Anforderungen abgefragt.
Die Frist zur Einreichung der Lizenzunterlagen endet am 15. März eines jeden Jahres um 15:30 Uhr. Fällt dieser Termin auf ein Wochenende, verschiebt er sich auf den folgenden Montag. Die Entscheidung über die Erteilung beziehungsweise Verweigerung der Lizenz erfolgt etwa bis Mitte April und wird allen Vereinen gleichzeitig zugestellt.

## Folgen
Eine erteilte Lizenz berechtigt nicht nur zur Teilnahme an den genannten Wettbewerben, sondern hat auch wirtschaftliche Auswirkungen. Diese ergeben sich aus den Einnahmen durch die mediale Vermarktung sowie durch die einzuhaltenden Transferbestimmungen.